# Gianni Maritati
Gianni Maritati (Roma, 19 febbraio 1962) è un giornalista e scrittore italiano.

## Biografia
Giornalista professionista dal 1991, dopo aver lavorato alcuni anni alla Radio Vaticana, dal 1993 è al Tg1 della Rai, dov'è vice caporedattore nella Redazione cultura e spettacoli. È stato conduttore della rubrica "Prime" (su cinema e teatro) e inviato al Festival internazionale "Cartoons on the Bay" e al Festival di Sanremo, edizione 2013. È presidente dell'Associazione culturale Clemente Riva e direttore della Festa del libro e della lettura di Ostia. Collaboratore fisso della rubrica settimanale Tg1 Libri (in onda nel Tg1 edizione 13,30 della domenica). Cura una Newsletter settimanale di arte, archeologia, fumetti, cultura e spettacolo, “Prisma”. Nominato Cavaliere dal presidente Mattarella. Giurato del Premio Strega.
Ha curato la pubblicazione del romanzo di Grazia Deledda La danza della collana (Avagliano Editore, Roma 2009), scrivendo la prefazione all'opera più una postfazione dedicata ai racconti e ai romanzi della scrittrice che hanno ispirato film e sceneggiati tv. È autore di due atti unici d'ispirazione biblica: Nel ventre della verità. La parabola del profeta Giona (Elledici, Torino 1988) e L'altra metà di Dio. La parabola di Rut e Noemi (Elledici, Torino 1990). Ne ha scritto un terzo, ispirato al Libro di Tobia (Il filo e la presenza), inedito, poi tutti e tre confluiti in "Palcoscenico Bibbia".
È coautore dei seguenti libri: Clemente Riva. Vescovo del dialogo (Edizioni Rosminiane, Stresa, 2000), Storia ed Arte del litorale romano attraverso i secoli (Publidea95, Ostia, 2000), Le storie di Narnia. Guida al film "Il leone, la strega e l'armadio" (Ancora, Milano, 2005), Giovanni Muzi. Apostolo della Misericordia (Città Nuova, Roma, 2008). Ha contribuito al volume collettivo Luigi Magni. L'altra storia (Archivi del '900, Roma, 2008). Ha curato la raccolta La nostra Africa: breve guida cinematografica con 35 schede di film, apparsa in appendice al racconto di Paolo Aragona Il sorriso del cuore (Newton Compton Editori, Roma, 2006).
Ha realizzato la vhs Radice Santa. Il dialogo fra ebrei e cristiani, pubblicata dall'Audiovideo Messaggero di S. Antonio, con interviste al vescovo rosminiano Clemente Riva e al rabbino Elio Toaff. Collabora con diverse testate giornalistiche. Organizza e modera convegni, conferenze stampa, presentazioni di libri e incontri culturali. Fa parte della giuria del Premio Roma, dedicato alla narrativa italiana e straniera e alla saggistica, ed è stato presidente della giuria (sezione letteratura) del Premio Massimo Di Somma, ad Ostia Lido. Fa parte anche del comitato scientifico delle riviste "Cultura e dintorni" e "Lazio ieri e oggi".
Nel 2009 ha lanciato la proposta di intitolare una strada, una piazza o un parco di Ostia Lido, alla memoria di monsignor Clemente Riva, religioso rosminiano, vescovo ausiliare di Roma per il settore sud dal 1975 al 1998. La proposta si è concretizzata il 4 luglio 2011, con la cerimonia di intitolazione del Parco "Clemente Riva", un'area verde recuperata e tutelata dai volontari del Comitato di quartiere Ostia Nord.

### Riconoscimenti
Testi poetici, giornalistici e saggistici dell'autore hanno avuto riconoscimenti: Premio di poesia religiosa di Alcamo,  Premio Città di Chiusi, Premio Via di Ripetta e Premio Roma. Nel 2017 è tra i vincitori del Premio Prata.

### Scritti
- Parola e linguaggio in Manzoni, Città Nuova, Roma, 1990. ISBN 978-8831100854
- Iacopone da Todi, pazzo per Cristo, Edizioni Messaggero Padova, 1991.[2] ISBN 8825000413
- Insieme verso il Sinai. Il dialogo ecumenico e interreligioso nella prospettiva dell'Anno Santo del Duemila, Edizioni Messaggero Padova, 1996. ISBN 88-250-0530-X
- Emozioni su Topolino. Il mondo Disney e i suoi valori da Biancaneve al Gobbo di Notre-Dame, Edizioni San Paolo, Milano, 1997. ISBN 9788821535147 (nuova edizione: Emozioni su Topolino. Il mondo Disney e i suoi valori da Biancaneve a Oceania, Apl Edizioni, Roma, 2017.[3] ISBN 978-8890947179).
- L'arca della Carità. Vita di San Giuseppe Benedetto Cottolengo, Città Nuova, Roma, 1998.[4] ISBN 88-311-5347-1
- La Parrocchia in rete. Internet come avventura pastorale, Elledici, Torino, 2002. ISBN 8801021313
- Biancaneve e i suoi fratelli. Il grande cinema d'animazione da Walt Disney a Shrek, Gremese, Roma, 2007. ISBN 8884404967
- L'Orologio Parallelo, Linee Infinite Edizioni, Lodi, 2011.[5] ISBN 978-88-6247-054-4
- Palcoscenico Bibbia. Trilogia di Atti unici ispirati all'Antico Testamento. Apl Edizioni, Roma, 2015 (nuova edizione 2021)
- La trilogia: “Cristiani contro. I grandi ‘dissidenti’ della letteratura italiana da Iacopone a Umberto Eco”; “Cristiani contro 2. I grandi ‘dissidenti’ della letteratura italiana da Dante a Camilleri”; “Cristiani contro 3. I grandi ‘dissidenti’ della letteratura internazionale da Geoffrey Chaucer a Dan Brown” (Tau 2017, 2020 e 2023)
- La teoria del quarto nonno, Masciulli Edizioni, Pescara, 2018. ISBN 978-88-85515-11-6
- Azioni e prefazioni. In viaggio con i libri: 2002-2018, Cultura e dintorni editore, Roma, 2018. ISBN 978-88-97538-54-7“La rivoluzione in autobus. Vita di Rosa Parks” (Città Nuova 2023)
- “Piccoli mondi di carta” (Masciulli 2020)
- “L’avventura artistica di Mario Carìa” (Alessandro Tesauro Editore 2021)
- "Ostia, le tracce della Storia” (ebook e cartaceo, Amazon 2022)
- “La rivoluzione in autobus. Vita di Rosa Parks” (Città Nuova 2023)